# エスケープキッズ
エスケープキッズ（英: Escape Kids）は、1991年にコナミが発売した業務用ビデオゲーム。
障害物の設置されたコース内を走り回る、未来のマラソンを題材とした固定画面のアクションゲームで、黒服のチャンピオンより先にゴールすることが目的である。

## 概要
Syd Jones（アメリカ：青）、Ken Kosugi（日本：赤）、Jya Aziz（インド：緑）、Dio Vitale（イタリア：黄）とCPU専用キャラクターの通称：チャンピオン（黒）が刑務所の中に建設したと思わしきコースを3周するクロスカントリー（障害物競走）ゲーム。

## 進行
初めに手持ちキャッシュ100$が渡され70$のチケットを支払う。30$を消費しSUPER JUMPの回数、SKID、QUICK GET UP、STRONG BODYの能力を上げてレーススタート。左ボタンを連打すると走り出し、レバーでコースをコントロール。右のボタンを押すとSUPER JUMPをする。
1位がゴールした時の位置で順位が決定し、プレイヤーは順位に応じて賞金が授与される。（1位は賞金30$）
チャンピオンより下の順位だとゲームオーバー。ただし手持ちのキャッシュが70$以上あった場合は70$を支払って次のステージからプレイ続行となる。3回1位になるとボーナスゲームになり、自転車を漕ぎながらコインを集めていく。全員ゲームオーバー、コンティニューをしても次のコースからの再開になり、能力はある程度下げられた状態で再びキャッシュを使っての能力アップとこれを繰り返していく。

### 日本版とアジア版の違い
日本版はプレイヤーは2人プレイ、1PはSyd、2PはKenがプレイ可能。アジア版は4人プレイでDio、Jya、Kenの順に操作可能になり、金を追加で入れるとキャッシュが追加され能力をさらに強化できる。両バージョンともにプレイヤー側が任意でキャラクターを選択することはできない。

## 能力
SUPER JUMPのみ1回につき5$消費、それ以外は1$消費
SUPER JUMP
一定時間宙に浮いて無敵状態で進める。壁を飛び越えてのショートカットは不可。
SKID
ブレーキ、小回りの良さ
QUICK GET UP
転倒からの回復の早さ
STRONG BODY
競り合い時の打たれ強さ

## アイテム
肉
SUPER JUMPの回数が3回増える。
コイン
キャッシュが増える。
パワー
Pの文字。一時的にスピードアップ。
カプセル
地震が起きて取ったプレイヤー以外のキャラがしばらく転倒し操作不能になる。
爆弾
触れると一定時間動けなくなる。

## 移植版
| No. | タイトル         | 発売日        | 対応機種                      | 開発元                | 発売元     | メディア                              | 備考                   | 出典        |
| --- | ---------------- | ------------- | ----------------------------- | --------------------- | ---------- | ------------------------------------- | ---------------------- | ----------- |
| 1   | エスケープキッズ | 2025年1月16日 | PlayStation 4 Nintendo Switch | ハムスター (移植担当) | ハムスター | ダウンロード (アーケードアーカイブス) | 日本版、アジア版を収録 | [ 1 ] [ 3 ] |

アーケードアーカイブス版
家庭用初移植。日本版とアジア版を収録。「こだわり設定」にてゲームスピードの調整が可能。キャラバンモードでは日本版、アジア版の2部門にて集計される。